# رمضان كاهيا
رمضان كاهيا (بالتركية: Ramazan Kahya)‏ هو لاعب كرة قدم تركي في مركز الوسط، ولد في 16 سبتمبر 1984 في إزمير في تركيا. لعب مع آلتاي إزمير وعثمانلي سبور وقونية سبور ونادي جوزتيبي ويني ملطية سبور.

## وصلات خارجية
- رمضان كاهيا على موقع اتحاد تركيا (لاعب) (الإنجليزية)
- رمضان كاهيا على موقع قاعدة بيانات كرة القدم.إي يو (الإنجليزية)
- رمضان كاهيا على موقع Soccerway.com (الإنجليزية)
- رمضان كاهيا على موقع عالم كرة القدم.نت (الإنجليزية)